# Чет, Константин
Константин Чет, Константин Четвериков, а также Ирмен-Чет (нем. Konstantin Tschet, Irmen-Tschet, 24 июня 1902 года, Москва, Российская империя — 27 мая 1977 года, Мюнхен, Германия) — немецкий кинооператор русского происхождения.

## Биография
Константин Четвериков родился 24 июня 1902 года в Москве. Знаменитый театральный режиссёр Константин Станиславский был его двоюродным дедом. В начале 1920-х годов Четвериков приехал в Берлин и начал работать на студии УФА ассистентом оператора. С Гюнтером Риттау, специалистом по трюковым съёмкам, он снял модели для фильмов Фрица Ланга «Метрополис» (город будущего) и «Женщина на Луне» (стартовая площадка). После усыновления получил имя Ирмен-Чет.
В 1928 году наряду с Гюнтером Риттау был вторым оператором на фильме «Возвращение» Джо Мэя. С приходом звука в кино вместе с Риттау или Отто Бекером снял крупные развлекательные фильмы Ханнса Шварца, Роберта Сьодмака, Карла Хартля и Райнхольда Шюнцеля. К пяти фильмам, которые Чет снял в 1933—1934 годах с режиссёром Хансом Штайнхофом, относится и одна из первых пропагандистских картин нацистского периода «Юный гитлеровец Квекс». Помимо трюковых съемок и спецэффектов, до 1945 года снял ряд развлекательных фильмов Пауля Мартина, Герберта Майша и Георга Якоби. В 1941 году ему поручили съемки первого немецкого цветного фильма «Женщины всё же лучшие дипломаты» (нем. Frauen sind doch bessere Diplomaten), а год спустя — «Мюнхгаузена», крупномасштабной юбилейной постановки УФА.
После Второй мировой войны начиная с 1948 года снова снимал развлекательные фильмы, как правило, с режиссёрами, с которыми он работал в 1930-е годы: Баки, Туржанским, Якоби. Долгое время работал в Швейцарии с режиссёром Францем Шнидером. С 1960 года ограничился документальными и индустриальными фильмами. В последние годы был шеф-оператором фирмы «Инзель-фильм».
Был женат на актрисе Бригитте Хорней. Скончался 27 мая 1977 года в Мюнхене.